# Provincia de Chincha
La provincia de Chincha es una de las cinco que conforman el departamento de Ica en la costa sur del Perú.

## Historia
Fue durante el gobierno del inca Pachacutec cuando se inician los intentos por juzgar al señorío de Chincha con resultados negativos. Pero, durante el gobierno de inca Tupac Yupanqui, sucesor de Pachacutec, se logró establecer una alianza estratégica con el curaca de Chincha, aproximadamente en el año 1100, siendo denominado el Chinchay Capac. Durante el virreinato del Perú, los territorios de Chincha pertenecieron al corregimiento de Cañete. En 1821, se forman los distritos de Chincha Alta y Chincha Baja como parte de la reciente creada provincia de Cañete. Al crearse el 30 de enero de 1866 el departamento de Ica, son incorporados a la nueva provincia de Independencia, los distritos de Chincha Alta y Chincha Baja. La provincia de Chincha recién es creada mediante ley del 30 de octubre de 1868 por el presidente José Balta, con su capital, la villa de Pisco, formada por los distritos de Chincha Alta, Chincha Baja, Pisco y Humay, la misma que fue elevada a la categoría de ciudad, por ley de 19 de septiembre de 1866. Por ley de 13 de octubre de 1900, se dividió esta provincia para formar la de Pisco; esta misma ley trasladó la capital de la provincia de Chincha a Chincha Alta, que tiene el título de ciudad, por ley 26 de octubre de 1868 por el presidente José Balta

## Ubicación
La ciudad de Chincha está ubicada 188 km al sur de Lima, sobre los 97 m s. n. m., en la provincia de Chincha, del departamento de Ica, en el Perú.

## División política
La provincia de Chincha se divide en once distritos:
- Chincha Alta
- Alto Larán
- Chavín
- Chincha Baja
- El Carmen
- Grocio Prado
- Pueblo Nuevo
- San Juan de Yanac
- San Pedro de Huacarpana
- Sunampe
- Tambo de Mora

## El valle, su extensión y límites
El valle de Chincha se forma entre dos contrafuertes a una altitud de 3419 m s. n. m. en la provincia de Chincha, del departamento de Ica, y desciende desde esa altura hacia el océano Pacífico. Tiene un área de 3077 km² subdivididos en 11 distritos, de los cuales 8 son costeros y 3 de sierra.
La quebrada de Topará al norte, es su límite con la provincia limeña de Cañete; el cerro Huamaní, Cabeza de Toro y el cerro Puca, es el límite al sur con la provincia de Pisco y las alturas de Castrovirreyna, forman el límite este con el departamento de Huancavelica; el límite oeste es el mar de Grau (océano Pacífico).
El valle se forma por el río San Juan, que nace en el nevado Altar en las cumbres de Viscas a 4513 m s. n. m. en la provincia de Castrovirreyna. Corre de norte a sur en un primer tramo y luego de este a oeste, recibiendo en épocas de sequía, aguas de las lagunas de Harmicocha, Chuncho, Turpo y Huichinga. El río San Juan antes de llamarse así adopta varios nombres en su recorrido: Chupamarca, Tantará, río Grande y finalmente San Juan. Antes de descargar sus aguas en el océano, se divide en dos brazos; uno llamado río Chico y el otro río Matagente.
El distrito de San Juan de Yánac, ubicado al este de la provincia de Chincha, es muy rico en ganadería y en agricultura.

## Autoridades

### Regionales
- Consejeros regionales
  - 2019-2022[1]

  1. Boris Díaz Huamaní (Unidos por la Región)
  2. Miguel Eduardo Esquirva Tori (Movimiento Regional Obras por la Modernidad)

### Municipales
- 2019-2022[1]
  - Alcalde: Gonzalo de Ariana Acosta, de Unidos por Tiffy.
  - Regidores:

  1. Felipe Humberto Mendoza Gonzales (Unidos por la Región)
  2. César Carlessy Rojas Canales (Unidos por la Región)
  3. Boris Esteban Castro Robles (Unidos por la Región)
  4. Raúl Solano de la Cruz (Unidos por la Región)
  5. María Antonia Terán Almeyda (Unidos por la Región)
  6. Geraldo Enrique de la Cruz Boga (Unidos por la Región)
  7. Pierina Geraldine Gonzales Aquije (Unidos por la Región)
  8. María Rossana Oliva Córdova de Cuadrado (Avanza País - Partido de Integración Social)
  9. Luis Enrique Castilla Tasayco (Avanza País - Partido de Integración Social)
  10. Sergio Eid Kamo Montaldo (Movimiento Regional Obras por la Modernidad)
  11. César Augusto Sotelo Luna (Perú Patria Segura)

## Última catástrofe
El 15 de agosto de 2007, a las 18:42, se produjo en Pisco un terremoto de magnitud 7.9 que afectó a las ciudades de Chincha e Ica, ocasionando gran cantidad de muertos y heridos, y afectando a la mayor parte de casas.